# Mirogojkirkegården
Mirogojkirkegården (kroatisk: Mirogoj) er den centrale kirkegård i Kroatiens hovedstad Zagreb. På kirkegården, der ligger cirka 4 km fra Ban Jelačićs Torvet og Zagrebs centrum, hviler flere af Kroatiens største berømtheder, herunder politikere, kulturpersonligheder og kunstnere. På grund af sin arkitektur og udformning anses kirkegården som en af Zagrebs seværdigheder. 

## Historie og arkitektur
Mirogojkirkegården blev grundlagt i 1876 på en ejendom, der tilhørte den fremtrædende kroatiske lingvist og politiker Ljudevit Gaj. Arbejdet projekteredes af den østrigske arkitekt Hermann Bollé, der udformede kirkegården i en monumental komposition af arkader, pavilloner og kupler sammenvævet med righoldig vegetation. Bollé lod blandt andet opføre to lange arkader i nyrenæssance-stil som stod færdige i 1917. Centralbygningen stod færdig i 1929. Blandt kirkegårdens små lunde og buskadser står begravelsesmonumenter udført af Kroatiens fremmeste skulptører og stenhuggere, heriblandt Ivan Meštrović. Udover gravsteder findes monumenter rejst til minde for hhv. de faldne soldater under 1. verdenskrig, for jøderne, der blev dræbt i Holocaust under 2. verdenskrig samt for ofrene for Bleiburgmassakren. 

## Kendte personer begravet på Mirogojkirkegården
- August Šenoa – Forfatter
- Dragutin Gorjanović-Kramberger – Arkæolog
- Franjo Rački – Historiker
- Franjo Tuđman – Det selvstændige Kroatiens første præsident
- Hermann Bollé – Arkitekt
- Ivan Mažuranić – Politiker og forfatter
- Ivica Račan – Politiker
- Ljudevit Gaj – Politiker
- Miroslav Krleža – Forfatter
- Stanko Vraz – Poet
- Stjepan Radić – Politiker
- Vladimir Nazor – Forfatter
- Vladimir Prelog – Nobelpristager i kemi